# Hermipé (satélite)
Hermipé (en griego antiguo Ερμίππη), o Júpiter XXX, es un satélite irregular retrógrado de Júpiter. Fue descubierto por un equipo de astrónomos de la Universidad de Hawái dirigidos por Scott S. Sheppard en el año 2001, y se le dio la designación provisional de S/2001 J 3.
Hermipé tiene unos 4 kilómetros de diámetro, y orbita a Júpiter a una distancia media de 21,182 millones de km en 629,809 días, a una inclinación de 151° con respecto a la eclíptica (149° del ecuador de Júpiter), con una excentricidad de 0,2290.
En agosto de 2003 recibió el nombre definitivo de Hermipé, uno de los amores de Zeus (Júpiter) en la mitología griega.
Hermipé pertenece al grupo de Ananké, satélites retrógrados irregulares en órbita alrededor de Júpiter entre 19,3 y 22,7 millones de km, con inclinaciones de unos 150°.